# 六国見山
六国見山（ろっこくけんざん）は、神奈川県鎌倉市高野にある山。山域の6.9haは鎌倉市によって「六国見山森林公園」に設定され、ハイキングコースや展望台が整備されている。実際の山頂は展望台から南東300mほどのところにあり、海抜は147メートル。円覚寺の奥山に当たり、山号「瑞鹿山（ずいろくさん）」でも呼ばれる。

## 由来
六国見山の由来は、旧国名で相模、武蔵、安房、上総、下総、伊豆の六国が見えたことに由来して六国見山と名づけられた。元亨3年(1323年)から建武2年(1335年)ぐらいの間に成立した「円覚寺境内絵図」に「六国見」と記載されているのが資料上の初見とされている。

## アクセス
- 北鎌倉駅より徒歩20分（明月谷戸側入口） → 20分（展望台）
- 北鎌倉駅より徒歩10分（円覚寺側入口） → 高野台を経て → 30分（展望台）
- 江ノ電バス 大船駅 → 鎌倉湖畔行き等「常楽寺」「小坂小学校」「本村」下車徒歩5分（大船側入口） → 高野台を経て → 20分（展望台）
- 江ノ電バス 大船駅 → 高野台行き「大船高校」下車徒歩5分（高野台側入口） → 20分（展望台）

## 石碑

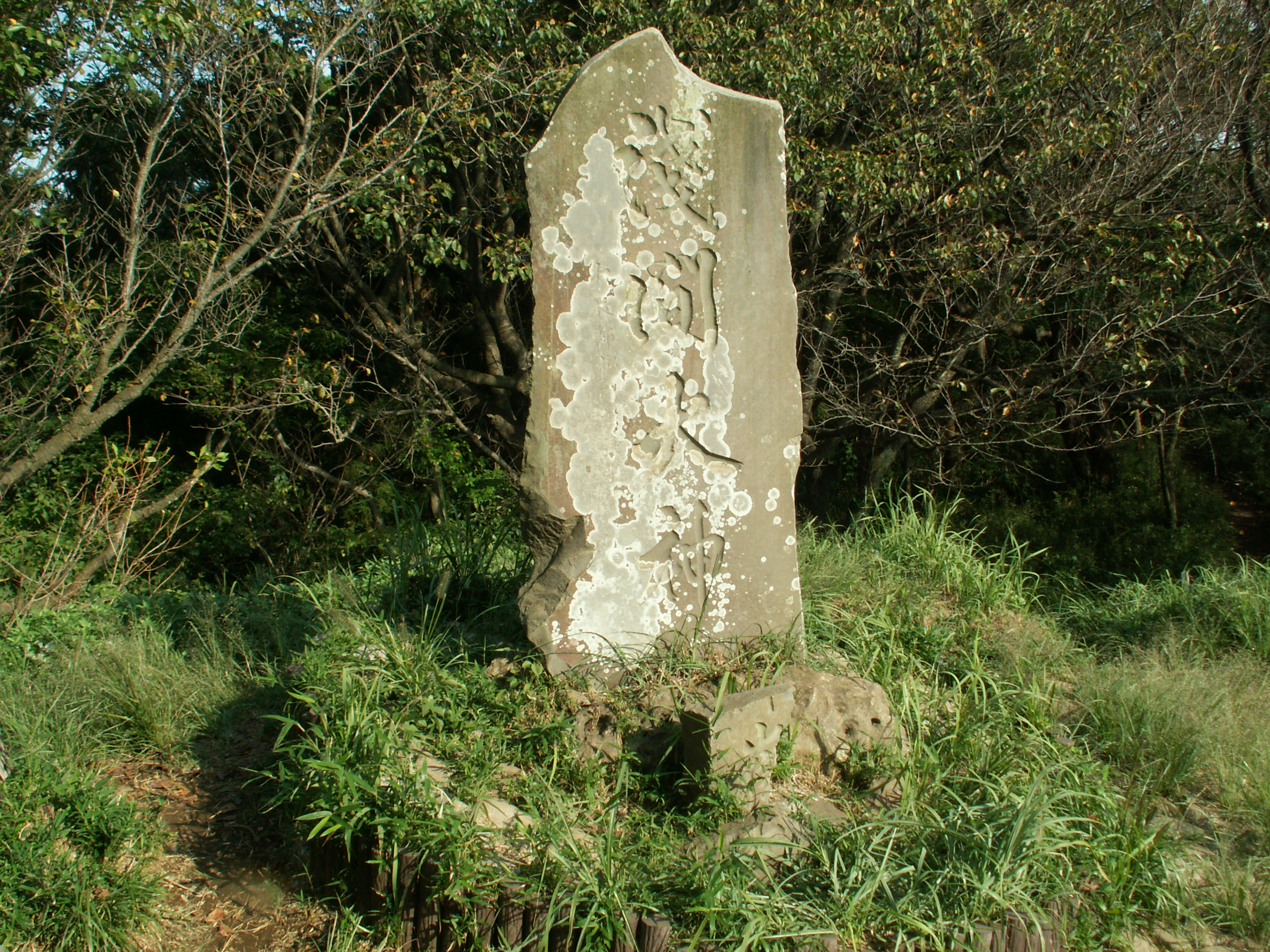
展望台の傍らに建つ浅間大神の碑

展望台の傍らには1895年（明治28年）に建立された浅間大神の石碑がある。

## 眺望
- 大船
- 稲村ヶ崎
- 名越の山

※ほかにも周囲の山の合間から相模湾などが眺望できる。